# Vernonia schaffneri
Vernonia schaffneri là một loài thực vật có hoa trong họ Cúc. Loài này được A.Gray miêu tả khoa học đầu tiên năm 1882.